# Butirki (Saràtov)
|  | Per a altres significats, vegeu «Butirki». |

Butirki (en rus: Бутырки) és un poble de l'óblast de Saràtov, a Rússia, segons el cens del 2010 tenia 1.026 habitants. Pertany al districte municipal de Líssie Gori.